# Elio Fregonese
Elio Fregonese (Treviso, 18 dicembre 1922 – Treviso, 23 dicembre 2002) è stato un partigiano, sindacalista e politico italiano.

## Biografia
Nacque in una famiglia antifascista: agli inizi del Novecento il nonno fu tra i fondatori di una cooperativa operaia, mentre il padre, ferroviere, era stato licenziato per le sue idee politiche.
Perito tecnico, fu impiegato nella ILVA di Marghera come disegnatore. Dopo l'armistizio, raggiunse immediatamente le formazioni partigiane attive nella provincia di Belluno, sebbene vi fosse stato accolto con una certa differenza essendo uno sconosciuto di origini trevigiane. Inquadrato nella divisione "Nannetti", si distinse in varie azioni che sciolsero ogni dubbio nei suoi confronti.
Dopo la guerra emerse come attivista politico e sindacalista: fu segretario della FIOM di Treviso, segretario generale della Camera del lavoro-CGIL di Treviso (dal 1949 al 1956), segretario del Sindacato ferrovieri della provincia di Venezia; tra il 1968 e il 1972 fu deputato nelle file del PCI, quindi consigliere e assessore a Mogliano Veneto.
Da sempre iscritto all'ANPI, ha operato per il mantenimento della memoria sulla Resistenza in particolare con la fondazione dell'Istituto per la storia della Resistenza e della società contemporanea della Marca trevigiana (1992).